# Cagliari Calcio 2024-2025
Questa voce raccoglie le informazioni riguardanti il Cagliari Calcio nelle competizioni ufficiali della stagione 2024-2025.

## Stagione

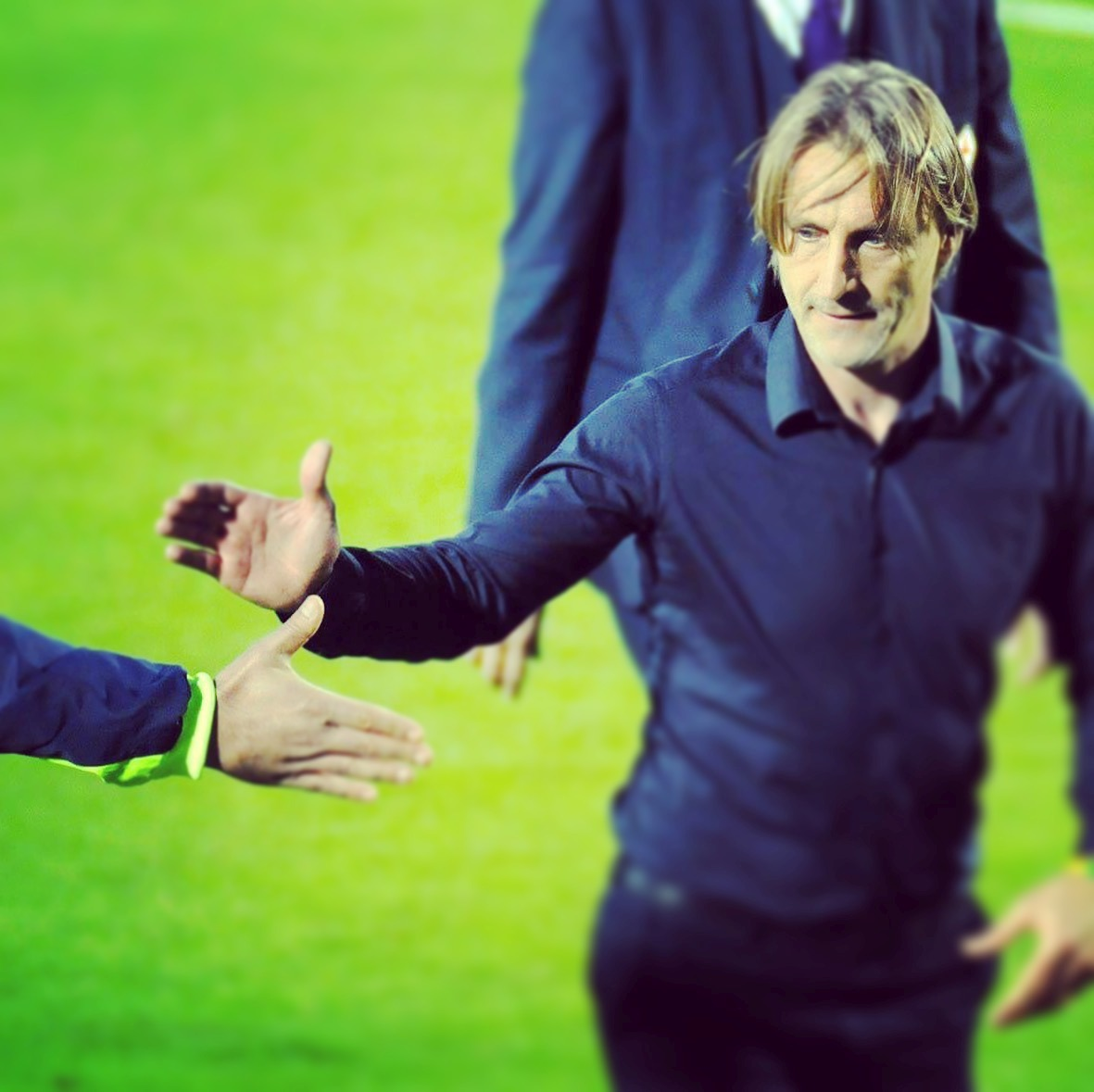
Davide Nicola, nuovo allenatore rossoblù dopo Claudio Ranieri.

Dopo i 18 mesi di Claudio Ranieri, ritiratosi dal calcio proprio al termine della sua seconda avventura sulla panchina rossoblù, il Cagliari individua in Davide Nicola il suo successore, de facto prelevato dall'Empoli. Il tecnico originario di Vigone infatti, dopo la sua ennesima miracolosa salvezza era ancora sotto contratto coi toscani, rendendo necessario così un passaggio in Camera di Conciliazione per la risoluzione del contratto e il pagamento da parte del Cagliari degli stipendi dovuti precedentemente dall'Empoli. Seppur già al lavoro per la stagione da fine giugno, ufficialmente Nicola diventa il tecnico dei sardi solo il 5 luglio, rendendo il Cagliari l’ultimo club in ordine cronologico della Serie A ad annunciare il proprio allenatore.
Per il secondo anno consecutivo, il ritiro pre-campionato si è svolto in due parti: la prima nel quartier generale del CRAI Sport Center di Assemini e la seconda in Valle d'Aosta, con base a Saint-Vincent e allenamenti allo Stadio Brunod di Chatillon.
La novità è la dipartita di diversi senatori della rosa: i due sardi Simone Aresti e il figliol prodigo Marco Mancosu salutano rispettivamente dopo 4 e 2 anni, ma soprattutto dopo cinque stagioni non veste più in rossoblù l'uruguaiano Nahitan Nández, andato a scadenza di contratto e trasferitosi poi in Arabia Saudita all'Al-Qadisiya. Di contro viene rinnovato per due anni il contratto al capitano Leonardo Pavoletti e la rosa viene puntellata con l'arrivo dell'esperto difensore Sebastiano Luperto, conoscenza di Nicola all'Empoli, e del trio di ex atalantini Roberto Piccoli, Nadir Zortea e Michel Adopo.
L'esordio ufficiale è il 12 agosto in Coppa Italia contro la Carrarese, sconfitta per 3-1 grazie alla doppietta del neoacquisto Piccoli, mentre sei giorni più tardi alla prima di campionato i sardi fermano la Roma con il punteggio di 0-0. L'avvio comunque è a rilento: seguono infatti un pareggio casalingo contro il Como e tre sconfitte di fila contro Lecce, Napoli ed Empoli, le quali portano il presidente Giulini a richiedere un ritiro in settimana. Questa mini crisi viene superata con la vittoria in uno scontro diretto a Parma a cui segue l'ottimo pareggio esterno contro la Juventus e la vittoria casalinga contro il Torino. L'autunno però torna cupo, con 7 sconfitte su 10 partite che spingono i rossoblù nuovamente nella zona rossa, con l'unica gioia di uno scoppiettante pareggio in casa contro il Milan per 3-3 e un altro scontro salvezza vinto contro il Verona. Alla seconda crisi si aggiunge l'uscita dalla Coppa Italia agli ottavi, raggiunti dopo aver battuto la Cremonese a settembre, con un secco 0-4 subito contro la Juventus.
Tra gennaio e febbraio la squadra di Nicola comincia a cementare la salvezza vincendo contro le dirette concorrenti Monza e Lecce, strappando un punto ancora al Milan a San Siro e portando a casa quattro punti tra vittoria alla Domus contro il Parma e pareggio esterno contro la corazzata Atalanta. In primavera, complice anche una lotta per non retrocedere con una quota salvezza molto più bassa rispetto alle stagioni precendenti, il Cagliari si siede e va avanti a piccoli passi, accontentandosi dei pareggi contro Genoa e Empoli. La vittoria esterna il giorno di Sa die de sa Sardigna contro il Verona sa di salvezza e così viene celebrata da capitan Pavoletti, ma ulteriori sconfitte e vittorie a sorpresa delle concorrenti ritardano la matematica certezza, che si trascina fino alla trentasettesima e penultima giornata: alla Domus arriva il Venezia, e il perentorio 3-0 contro i lagunari certifica la permanenza in massima serie. A fine stagione comunque la società, non entusiasta dell'operato di Davide Nicola si separa dal tecnico piemontese nonostante l'obiettivo raggiunto e gli ulteriori due anni di contratto rimanenti.

## Divise e sponsor

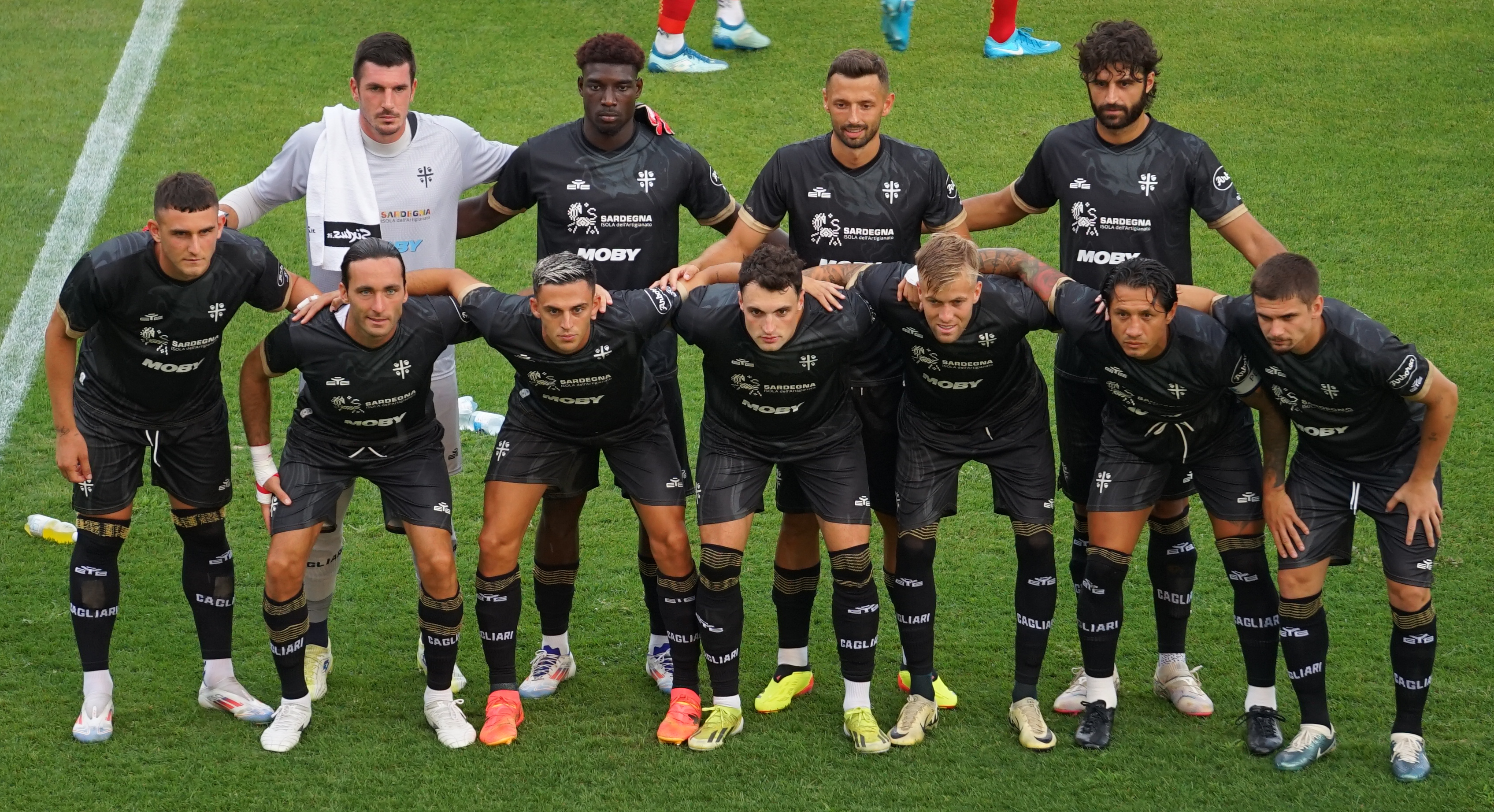
Il Cagliari con la terza divisa di color nero, la prima della storia del Club, in una amichevole pre-campionato contro il.

Per il terzo anno il fornitore tecnico delle divise è il marchio sardo EYE Sport, mentre a parte l'avvicendamento sul retro maglia tra il marchio Birra Ichnusa e Doppio Malto, birrificio nato in Sardegna, vengono confermati tutte le partnership: Regione Autonoma della Sardegna attraverso il marchio istituzionale dell'Assessorato al Turismo, Artigianato e Commercio recante l'insegna SARDEGNA Isola dell'Artigianato e la compagnia di navigazione Moby come main sponsor, e Arborea, marchio della Cooperativa 3A, azienda produttrice di latte e suoi derivati come sponsor di manica.
Le tre divise sono state tutte identificate da un binomio di termini in lingua sarda, stampato su ogni retro all'altezza del colletto. La prima maglia, denominata Coru e Fidi (it. Cuore e Fede) è la tradizionale rossoblu a quarti. Il dettaglio dorato che divide i colori rossoblù frontali, è realizzato mediante la grafica sublimata della fede sarda campidanese. I pantaloncini sono blu con bande laterali rosse con dettagli ispirati dall'artigianato sardo.
La maglia da trasferta, denominata Soli e Trigu (it. Sole e Grano) è bianca con ampia presenza di dettagli color oro. La trama della maglia presenta infatti la stilizzazione delle spighe di grano che completa la sua crescita grazie ai raggi del sole. La stilizzazione del sole, realizzata in silicone, è presente su entrambe le maniche. A fornire continuità cromatica lo stemma societario lato cuore e il logo del fornitore tecnico sono entrambi dorati. In rosso e blu è presente solo un dettaglio intorno al colletto a girocollo. Il grano è un cereale simbolo di prosperità coltivato sin dall’età nuragica soprattutto in Marmilla e che ha visto la sua massima espressione a Sanluri, luogo dove è stato anche girato il video di presentazione del kit. I pantaloncini sono bianchi con un dettaglio sul bordo oro e rossoblù, mentre i calzettoni sono bianchi e oro.
La terza maglia è invece denominata Mare e Perda (it. Mare e Pietra). Per la prima volta nella sua storia il Cagliari ha una maglia per i giocatori di movimento di colore nero, alla quale si aggiungono dettagli dorati. Il nero è ispirato all'ossidiana, pietra di origine vulcanica usata in Sardegna fin dall’età prenuragica per le sue caratteristiche di durezza, resistenza e lavorabilità. L'oro invece, presente nel giromanica e in un dettaglio sulla manica destra con un'applicazione in silicone, richiama il filo dorato del bisso, prezioso filato ottenuto dalla pinna nobilis, storicamente utilizzato per la realizzazione di ricami dell’artigianato sardo. La maglia è stata presentata con un video girato al Museo dell’Ossidiana di Pau e al Museo del Bisso di Sant'Antioco di Chiara Vigo.
Il 12 aprile 2025 allo stadio Giuseppe Meazza di Milano il Cagliari è sceso in campo con una divisa speciale denominata Heritage, creata per raccontare il legame con la Cina, in particolare con la Provincia del Fujian e la città di Xiapu, dove il club ha avviato un importante percorso di scambio culturale e sportivo. Il design celebra il 2025, Anno del Serpente secondo il Calendario cinese e raffigura al centro un serpente sinuoso che si sviluppa in un motivo tono su tono su fondo rosso imperiale e arricchito da dettagli dorati. A simboleggiare il legame con la Sardegna è presente una trama ispirata alla Stele di Boeli (Sa Perda Pintà), uno dei più antichi simboli della tradizione megalitica dell'Isola. Le maniche sono blu e rosse, mentre pantaloncini e calzettoni sono rossi, i primi decorati con trame dorate. Infine, i cognomi dei calciatori sul retro della maglia sono stati scritti con i caratteri cinesi.
Il 18 maggio 2025, nell'ultima partita casalinga della stagione, la squadra ha inaugurato il kit denominato Breathe, cioè la terza divisa della stagione successiva. La maglia è color ciano, impreziosista da quattro pinstripes rossoblu, le cui maniche sono anch'esse ciano con bordo rossoblù e i pantaloncini sono ciano con strisce sottili rossoblu sui fianchi, mentre sono stati usati i calzettoni della prima maglia di questa stagione. La divisa celebra la campagna "Raggiungi. Rispetta. Respira" sviluppata in collaborazione con l’Assessorato al Turismo, Artigianato e Commercio della Regione Autonoma della Sardegna e col prezioso contributo dell’Agenzia forestale regionale per lo sviluppo del territorio e dell'ambiente della Sardegna (FoReSTAS). Il design riprende tono su tono le foglie del leccio sul fronte della maglia e quelle della roverella e della sughera sul retro, richiamando le querce maggiormente presenti nel complesso forestale sardo.
| Casa | Trasferta |  | Terza |  | Heritage |  | Breathe |  |

## Organigramma societario
Organigramma aggiornato al 30 ottobre 2024
Area direttiva
- Presidente: Tommaso Giulini
- Vicepresidente: Fedele Usai
- Direttore Generale: Stefano Melis
- Amministratore Delegato Corporate: Carlo Catte
- Dirigente Servizio ASQ: Andrea Alessandro Muntoni
- Consiglieri di Amministrazione: Giangiacomo Ibba, Pasquale Lavanga (fino al 03/09/2024)[17], Alessandro Manunta, Stefano Signorelli, Nicola Riva (dal 30/10/2024)[18]
- Collegio sindacale: Luigi Zucca (Presidente), Giovanni Pinna Parpaglia, Piero Sanna Randaccio
- Organismo di Vigilanza: Diego Loy (Presidente)

Area sportiva
- Direttore Sportivo: Nereo Bonato
- Segretario generale sportivo: Matteo Stagno
- Team Manager: Alessandro Steri
- Coordinatore Area Scouting: Andrea Cossu, Danilo Sancamillo, Stefano Fattori
- Responsabile Settore Giovanile: Bernardo Mereu
- Responsabile Attività di Base e Cagliari Football Academy: Bernardo Mereu
- Direttore Sportivo e Organizzativo Settore Giovanile: Pierluigi Carta
- Coordinatore tecnico Primavera e U18: Roberto Muzzi
- Coordinatore tecnico Settore Giovanile: Oscar Erriu

Area Business e Media
- Responsabile Comunicazione: Fabio Frongia
- Responsabile Marketing: Corrado Pusceddu
- Responsabile Partnership: Matteo Sechi
- Responsabile Vendite e Licensing: Alessandro Cinellu
- Football Social Responsibility Officer: Elisabetta Scorcu
- Responsabile Ticketing: Stefano Fenu
- Supporter Liaison Officer: Giorgia Argiolas, Stefano Fenu

Area Corporate
- Responsabile Contabilità e Personale: Danila Fenu
- Responsabile Amministrativo e Reporting: Mauro Congia
- Responsabile Infrastrutture Centro Sportivo: Franco Marongiu
- Responsabile Infrastrutture Stadio: Fabrizio Serra
- Delegato Sicurezza Stadio: Andrea Muggianu

Area tecnica
- Allenatore: Davide Nicola
- Allenatore in seconda: Simone Barone
- Collaboratori tecnici: Manuele Cacicia
- Preparatore dei portieri: Lorenzo Squizzi
- Preparatori atletici: Gabriele Stoppino, Mauro Baldus, Vitantonio Pascale (recupero infortuni)
- Match Analyst: Federico Barni, Davide Marfella, Giovanni Venturella

Area sanitaria
- Responsabile sanitario: Marco Scorcu
- Medico prima squadra: Roberto Mura
- Fisioterapisti: Salvatore Congiu, Stefano Frau, Simone Ruggiu

## Rosa
| N. |                      | Ruolo | Calciatore         |
| -- | -------------------- | ----- | ------------------ |
| 1  | Italia (bandiera)    | P     | Giuseppe Ciocci    |
| 3  | Italia (bandiera)    | D     | Tommaso Augello    |
| 6  | Italia (bandiera)    | D     | Sebastiano Luperto |
| 8  | Francia (bandiera)   | C     | Michel Adopo       |
| 9  | Perù (bandiera)      | A     | Gianluca Lapadula  |
| 9  | Romania (bandiera)   | A     | Florinel Coman     |
| 10 | Italia (bandiera)    | C     | Nicolas Viola      |
| 14 | Italia (bandiera)    | C     | Alessandro Deiola  |
| 16 | Italia (bandiera)    | C     | Matteo Prati       |
| 18 | Romania (bandiera)   | C     | Răzvan Marin       |
| 19 | Italia (bandiera)    | D     | Nadir Zortea       |
| 21 | Rep. Ceca (bandiera) | C     | Jakub Jankto       |
| 22 | Italia (bandiera)    | P     | Simone Scuffet     |
| 23 | Polonia (bandiera)   | D     | Mateusz Wieteska   |
| 24 | Argentina (bandiera) | D     | José Luis Palomino |
| 25 | Uruguay (bandiera)   | A     | Gastón Pereiro     |

| N. |                           | Ruolo | Calciatore                    |
| -- | ------------------------- | ----- | ----------------------------- |
| 25 | Italia (bandiera)         | P     | Elia Caprile                  |
| 26 | Colombia (bandiera)       | D     | Yerry Mina                    |
| 28 | Italia (bandiera)         | D     | Gabriele Zappa                |
| 29 | Rep. del Congo (bandiera) | C     | Antoine Makoumbou             |
| 30 | Italia (bandiera)         | A     | Leonardo Pavoletti (capitano) |
| 33 | Slovacchia (bandiera)     | D     | Adam Obert                    |
| 36 | Italia (bandiera)         | D     | Nicola Pintus                 |
| 37 | Brasile (bandiera)        | D     | Paulo Azzi                    |
| 70 | Italia (bandiera)         | C     | Gianluca Gaetano              |
| 71 | Albania (bandiera)        | P     | Alen Sherri                   |
| 77 | Angola (bandiera)         | A     | Zito Luvumbo                  |
| 80 | Zambia (bandiera)         | A     | Kingstone Mutandwa            |
| 91 | Italia (bandiera)         | A     | Roberto Piccoli               |
| 97 | Italia (bandiera)         | C     | Mattia Felici                 |
| 99 | Italia (bandiera)         | D     | Alessandro Di Pardo           |

Note:
1. 1 2 3 4  Ceduto nella sessione invernale di calciomercato.
2. 1 2  Acquistato nella sessione invernale di calciomercato.
3. 1 2  Acquistato nella sessione estiva di calciomercato.
4. 1 2  Ceduto nella sessione estiva di calciomercato.

Fonte: cagliaricalcio.com

## Calciomercato
La sessione estiva inizia con l'importante cessione per otto milioni di euro più bonus del difensore Alberto Dossena che, essendo stato acquistato due stagioni prima per soli 160 mila euro, ha garantito una remunerativa plusvalenza alle casse del club. Il centrale è stato sostituito con l'esperto Sebastiano Luperto dall'Empoli, avuto da Davide Nicola nel campionato precedente. Dall'Empoli torna poi anche Răzvan Marin, in rossoblù fino alla retrocessione di due anni prima, ma ancora di proprietà del Cagliari e non riscattato dai toscani dopo il prestito biennale. Una maxi operazione con l'Atalanta ha portato a Bergamo il ghanese Ibrahim Sulemana in cambio di un trio di ragazzi cresciuti nel settore giovanile della Dea: il tornante Nadir Zortea, a titolo definitivo, e l'attaccante Roberto Piccoli e il centrocampista Michel Adopo, questi due in prestito. Inoltre, dopo aver terminato a giugno il proprio contratto con i bergamaschi, arriva da svincolato il difensore José Luis Palomino, mentre dalla Feralpisalò proviene l'ala romana Mattia Felici. Il colpo principale del mercato è però il ritorno del fantasista napoletano Gianluca Gaetano, in prestito secco la precedente stagione dal mese di gennaio e riacquistato proprio nell'ultimo giorno di calciomercato dal Napoli in prestito con obbligo di riscatto. In uscita si segnala anche il passaggio in prestito al Bari del portiere serbo Boris Radunovic, sostituito con l'estremo difensore albanese Alen Sherri proveniente dall'Egnatia, e quello di Alessandro Di Pardo, anch'esso in prestito, al Modena, mentre dopo quattro anni arriva la risoluzione consensuale per l'urugaiano Gastón Pereiro. A sessione conclusa, ma sfruttando la finestra ancora aperta in altri Paesi all'estero, il difensore greco Pantelīs Hatzīdiakos viene ceduto in prestito con diritto di riscatto ai danesi del Copenaghen. Infine, rispetto alla stagione precedente hanno salutato Gaetano Oristanio, Eldor Shomurodov e Andrea Petagna, ritornati alle rispettive basi dopo i prestiti, mentre Nahitan Nández, Simone Aresti e Marco Mancosu sono arrivati a scadenza del loro contratto: l'ex Boca Juniors dopo cinque anni in rossoblù si è trasferito in Arabia Saudita da svincolato mentre i due sardi si sono ritirati dal calcio giocato e sono entrati nello staff delle giovanili del club.
La sessione invernale invece si apre con un avvicendamento in porta: Simone Scuffet si trasferisce al Napoli fino a giugno in prestito secco, mentre dalla Campania arriva per fare il titolare Elia Caprile in prestito con diritto di riscatto. Saluta dopo due stagioni e mezzo Gianluca Lapadula, uno dei protagonisti del ritorno in A con Claudio Ranieri. Il capocannoniere di quella stagione passa a titolo definitivo allo Spezia in Serie B e in serie cadetta va anche a titolo definitivo, alla Cremonese l'esterno brasiliano Paulo Azzi, mentre il difensore centrale polacco Mateusz Wieteska si trasferisce in Grecia, al PAOK in prestito con diritto di riscatto. Infine, nell'ultimo giorno di mercato, in prestito secco i rossoblù prelevano dall'Al-Gharafa l'ala rumena Florinel Coman. Da segnalare un'operazione di mercato che ha visto il rientro dal prestito dalla Ternana dell'ex capitano della Primavera Michele Carboni, e il contestuale passaggio a titolo definitivo alla Torres, squadra della sua città natale, risultando così essere la prima operazione diretta tra le due società sarde dai tempi del passaggio al Cagliari di Antonio Langella nel 2002.

### Sessione estiva(dal 1/7 al 30/8)
| Acquisti         | Acquisti             | Acquisti           | Acquisti                         |
| R.               | Nome                 | da                 | Modalità                         |
| ---------------- | -------------------- | ------------------ | -------------------------------- |
| P                | Giuseppe Ciocci      | Pontedera          | fine prestito                    |
| P                | Alen Sherri          | Egnatia            | definitivo                       |
| D                | Sebastiano Luperto   | Empoli             | definitivo                       |
| D                | José Luis Palomino   |                    | definitivo                       |
| D                | Nadir Zortea         | Atalanta           | definitivo                       |
| C                | Michel Adopo         | Atalanta           | prestito con diritto di riscatto |
| C                | Mattia Felici        | Feralpisalò        | definitivo                       |
| C                | Gianluca Gaetano     | Napoli             | prestito con obbligo di riscatto |
| C                | Răzvan Marin         | Empoli             | fine prestito                    |
| A                | Roberto Piccoli      | Atalanta           | prestito con diritto di riscatto |
| Altre operazioni |                      |                    |                                  |
| R.               | Nome                 | da                 | Modalità                         |
| D                | Salvatore Boccia     | Turris             | fine prestito                    |
| D                | Christian Travaglini | Taranto            | fine prestito                    |
| D                | Davide Veroli        | Catanzaro          | fine prestito                    |
| D                | Francesco Zallu      | Olbia              | fine prestito                    |
| C                | Nicolò Cavuoti       | Olbia              | fine prestito                    |
| C                | Isaías Delpupo       | Pontedera          | fine prestito                    |
| C                | Chrīstos Kourfalidīs | Feralpisalò        | fine prestito                    |
| C                | Luigi Palomba        | Olbia              | fine prestito                    |
| A                | Gianluca Contini     | Virtus Francavilla | fine prestito                    |
| A                | Jacopo Desogus       | Gubbio             | fine prestito                    |
| A                | Gastón Pereiro       | Ternana            | fine prestito                    |
| A                | Nik Prelec           | WSG Tirol          | fine prestito                    |

| Cessioni         | Cessioni             | Cessioni             | Cessioni                         |
| R.               | Nome                 | a                    | Modalità                         |
| ---------------- | -------------------- | -------------------- | -------------------------------- |
| P                | Simone Aresti        |                      | fine carriera                    |
| P                | Boris Radunovic      | Bari                 | prestito                         |
| D                | Alessandro Di Pardo  | Modena               | prestito                         |
| D                | Alberto Dossena      | Como                 | definitivo                       |
| C                | Marco Mancosu        |                      | fine carriera                    |
| C                | Nahitan Nández       |                      | fine contratto                   |
| C                | Gaetano Oristanio    | Inter                | fine prestito                    |
| C                | Ibrahim Sulemana     | Atalanta             | definitivo                       |
| A                | Andrea Petagna       | Monza                | fine prestito                    |
| A                | Eldor Shomurodov     | Roma                 | fine prestito                    |
| Altre operazioni |                      |                      |                                  |
| R.               | Nome                 | a                    | Modalità                         |
| D                | Giorgio Altare       | Venezia              | diritto di riscatto esercitato   |
| D                | Salvatore Boccia     | Arzignano Valchiampo | definitivo                       |
| D                | Christian Travaglini | Pro Patria           | definitivo                       |
| D                | Davide Veroli        | Sampdoria            | prestito                         |
| D                | Francesco Zallu      | Gubbio               | definitivo                       |
| C                | Nicolò Cavuoti       | Feralpisalò          | prestito                         |
| C                | Isaías Delpupo       | Sint-Truiden         | definitivo                       |
| C                | Christos Kourfalidis | Cosenza              | definitivo                       |
| C                | Luigi Palomba        | Vis Pesaro           | prestito                         |
| C                | Gianluca Gaetano     | Napoli               | fine prestito                    |
| A                | Gianluca Contini     |                      | risoluzione consensuale          |
| A                | Jacopo Desogus       | Cittadella           | definitivo                       |
| A                | Gastón Pereiro       |                      | risoluzione consensuale          |
| A                | Nik Prelec           | Austria Vienna       | prestito con diritto di riscatto |

### Sessione invernale(dal 2/1 al 3/2)
| Acquisti         | Acquisti        | Acquisti   | Acquisti                         | Acquisti |
| R.               | Nome            | da         | Modalità                         |          |
| ---------------- | --------------- | ---------- | -------------------------------- | -------- |
| P                | Elia Caprile    | Napoli     | prestito con diritto di riscatto |          |
| A                | Florinel Coman  | Al-Gharafa | prestito                         |          |
| Altre operazioni |                 |            |                                  |          |
| R.               | Nome            | da         | Modalità                         |          |
| C                | Michele Carboni | Ternana    | risoluzione del prestito         |          |

| Cessioni         | Cessioni          | Cessioni  | Cessioni                         | Cessioni |
| R.               | Nome              | a         | Modalità                         |          |
| ---------------- | ----------------- | --------- | -------------------------------- | -------- |
| P                | Simone Scuffet    | Napoli    | prestito                         |          |
| D                | Paulo Azzi        | Cremonese | definitivo                       |          |
| D                | Mateusz Wieteska  | PAOK      | prestito con diritto di riscatto |          |
| A                | Gianluca Lapadula | Spezia    | definitivo                       |          |
| Altre operazioni |                   |           |                                  |          |
| R.               | Nome              | da        | Modalità                         |          |
| C                | Michele Carboni   | Torres    | definitivo                       |          |

### Operazioni esterne alle sessioni
| Acquisti | Acquisti | Acquisti | Acquisti | Acquisti |
| R.       | Nome     | da       | Data     | Modalità |
| -------- | -------- | -------- | -------- | -------- |

| Cessioni | Cessioni             | Cessioni   | Cessioni         | Cessioni                         |
| R.       | Nome                 | a          | Data             | Modalità                         |
| -------- | -------------------- | ---------- | ---------------- | -------------------------------- |
| D        | Pantelīs Hatzīdiakos | Copenaghen | 2 settembre 2024 | prestito con diritto di riscatto |

## Risultati

### Serie A

#### Girone di andata
| Cagliari 18 agosto 2024, ore 20:45 CEST 1ª giornata | Cagliari           | 0 – 0 referto | Roma | Unipol Domus (16 261 spett.)\| Arbitro: \| Marinelli (Tivoli) \| |
| Arbitro:                                            | Marinelli (Tivoli) |               |      |                                                                  |

| Arbitro: | Di Bello (Brindisi) |

|             |           |             |
| Piccoli 44’ | Marcatori | 53’ Cutrone |

| Arbitro: | Fabbri (Ravenna) |

|              |           |  |
| Krstović 26’ | Marcatori |  |

| Arbitro: | La Penna (Roma 1) |

|  |           |                                                               |
|  | Marcatori | 18’ Di Lorenzo 66’ K'varatskhelia 70’ Lukaku 90+3’ Buongiorno |

| Arbitro: | Sozza (Seregno) |

|  |           |                          |
|  | Marcatori | 33’ Colombo 49’ Esposito |

| Arbitro: | Fourneau (Roma 1) |

|                            |           |                                  |
| Man 62’ Hernani 87’ (rig.) | Marcatori | 34’ Zortea 75’ Marin 87’ Piccoli |

| Arbitro: | Marinelli (Tivoli) |

|                     |           |                  |
| Vlahović 15’ (rig.) | Marcatori | 88’ (rig.) Marin |

| Arbitro: | Aureliano (Bologna) |

|                                        |           |                          |
| Viola 38’ Palomino 74’ Coco 78’ (aut.) | Marcatori | 41’ Sanabria 55’ Linetty |

| Arbitro: | Manganiello (Pinerolo) |

|                     |           |  |
| Lucca 38’ Davis 78’ | Marcatori |  |

| Arbitro: | Fourneau (Roma 1) |

|  |           |                          |
|  | Marcatori | 35’ Orsolini 51’ Odgaard |

| Arbitro: | Ayroldi (Molfetta) |

|                            |           |             |
| Dia 2’ Zaccagni 76’ (rig.) | Marcatori | 41’ Luvumbo |

| Arbitro: | Fabbri (Ravenna) |

|                          |           |                           |
| Zortea 2’ Zappa 53’, 89’ | Marcatori | 15’, 40’ Leão 69’ Abraham |

| Arbitro: | Sozza (Seregno) |

|                          |           |                                    |
| Frendrup 12’ Miretti 59’ | Marcatori | 8’ (rig.) Marin 88’ (rig.) Piccoli |

| Arbitro: | Mariani (Aprilia) |

|             |           |  |
| Piccoli 75’ | Marcatori |  |

| Arbitro: | Piccinini (Forlì) |

|             |           |  |
| Cataldi 24’ | Marcatori |  |

| Arbitro: | Pairetto (Nichelino) |

|  |           |             |
|  | Marcatori | 66’ Zaniolo |

| Arbitro: | Guida (Torre Annunziata) |

|                        |           |               |
| Zampano 38’ Šverko 67’ | Marcatori | 76’ Pavoletti |

| Arbitro: | Doveri (Roma 1) |

|  |           |                                                |
|  | Marcatori | 53’ Bastoni 71’ Martínez 78’ (rig.) Çalhanoğlu |

| Arbitro: | Di Bello (Brindisi) |

|                   |           |                        |
| Caprari 6’ (rig.) | Marcatori | 22’ Zortea 56’ Piccoli |

#### Girone di ritorno
| Arbitro: | Fourneau (Roma 1) |

|            |           |            |
| Morata 51’ | Marcatori | 55’ Zortea |

| Arbitro: | Sacchi (Macerata) |

|                                              |           |              |
| Gaetano 60’ Luperto 65’ Zortea 80’ Obert 83’ | Marcatori | 42’ Pierotti |

| Arbitro: | Bonacina (Bergamo) |

|               |           |  |
| Adams 6’, 61’ | Marcatori |  |

| Arbitro: | Manganiello (Pinerolo) |

|             |           |                              |
| Piccoli 55’ | Marcatori | 41’ Zaccagni 64’ Castellanos |

| Arbitro: | Di Bello (Brindisi) |

|                                |           |           |
| Vogliacco 57’ (aut.) Coman 70’ | Marcatori | 78’ Leoni |

| Bergamo 15 febbraio 2025, ore 15:00 CET 25ª giornata | Atalanta               | 0 – 0 referto | Cagliari | Gewiss Stadium (21 485 spett.)\| Arbitro: \| Marchetti (Ostia Lido) \| |
| Arbitro:                                             | Marchetti (Ostia Lido) |               |          |                                                                        |

| Arbitro: | Colombo (Como) |

|  |           |              |
|  | Marcatori | 12’ Vlahović |

| Arbitro: | Zufferli (Udine) |

|                          |           |             |
| Orsolini 48’ (rig.), 56’ | Marcatori | 22’ Piccoli |

| Arbitro: | Fabbri (Ravenna) |

|           |           |            |
| Viola 18’ | Marcatori | 47’ Cornet |

| Arbitro: | Piccinini (Forlì) |

|            |           |  |
| Dovbyk 62’ | Marcatori |  |

| Arbitro: | Fourneau (Roma 1) |

|                                     |           |  |
| Viola 49’ Gaetano 73’ Luvumbo 90+2’ | Marcatori |  |

| Empoli 6 aprile 2025, ore 15:00 CEST 31ª giornata | Empoli            | 0 – 0 referto | Cagliari | Stadio Carlo Castellani (9 054 spett.)\| Arbitro: \| La Penna (Roma 1) \| |
| Arbitro:                                          | La Penna (Roma 1) |               |          |                                                                           |

| Arbitro: | Di Bello (Brindisi) |

|                                            |           |             |
| Arnautović 13’ L. Martínez 26’ Bisseck 55’ | Marcatori | 48’ Piccoli |

| Arbitro: | Marinelli (Tivoli) |

|            |           |                        |
| Piccoli 7’ | Marcatori | 36’ Gosens 48’ Beltrán |

| Arbitro: | Abisso (Palermo) |

|  |           |                            |
|  | Marcatori | 30’ Pavoletti 90+3’ Deiola |

| Arbitro: | Feliciani (Teramo) |

|            |           |                            |
| Zortea 35’ | Marcatori | 27’ Zarraga 67’ Kristensen |

| Arbitro: | Fourneau (Roma 1) |

|                                          |           |           |
| Caqueret 40’ Strefezza 45+2’ Cutrone 77’ | Marcatori | 22’ Adopo |

| Arbitro: | Pairetto (Nichelino) |

|                                 |           |  |
| Mina 11’ Piccoli 41’ Deiola 71’ | Marcatori |  |

| Arbitro: | La Penna (Roma 1) |

|                          |           |  |
| McTominay 42’ Lukaku 51’ | Marcatori |  |

### Turni eliminatori
| Arbitro: | Pezzuto (Lecce) |

|                            |           |            |
| Piccoli 33’, 41’ Prati 71’ | Marcatori | 55’ Panico |

| Arbitro: | Bonacina (Bergamo) |

|              |           |  |
| Lapadula 60’ | Marcatori |  |

### Fase finale
| Arbitro: | Feliciani (Teramo) |

|                                                         |           |  |
| Vlahović 44’ Koopmeiners 53’ Conceição 80’ González 89’ | Marcatori |  |

## Statistiche
Statistiche aggiornate al 23 maggio 2025.

### Statistiche di squadra
| Competizione | Punti | In casa | In casa | In casa | In casa | In casa | In casa | In trasferta | In trasferta | In trasferta | In trasferta | In trasferta | In trasferta | Totale | Totale | Totale | Totale | Totale | Totale | DR  |
| Competizione | Punti | G       | V       | N       | P       | Gf      | Gs      | G            | V            | N            | P            | Gf           | Gs           | G      | V      | N      | P      | Gf     | Gs     | DR  |
| ------------ | ----- | ------- | ------- | ------- | ------- | ------- | ------- | ------------ | ------------ | ------------ | ------------ | ------------ | ------------ | ------ | ------ | ------ | ------ | ------ | ------ | --- |
| Serie A      | 36    | 19      | 6       | 4       | 9       | 24      | 28      | 19           | 3            | 5            | 11           | 16           | 28           | 38     | 9      | 9      | 20     | 40     | 56     | -16 |
| Coppa Italia | -     | 2       | 2       | 0       | 0       | 4       | 1       | 1            | 0            | 0            | 1            | 0            | 4            | 3      | 2      | 0      | 1      | 4      | 5      | -1  |
| Totale       | -     | 21      | 8       | 4       | 9       | 28      | 29      | 20           | 3            | 5            | 12           | 16           | 32           | 40     | 11     | 9      | 21     | 44     | 61     | -17 |

### Andamento in campionato
| Giornata  | 1 | 2  | 3  | 4  | 5  | 6  | 7  | 8  | 9  | 10 | 11 | 12 | 13 | 14 | 15 | 16 | 17 | 18 | 19 | 20 | 21 | 22 | 23 | 24 | 25 | 26 | 27 | 28 | 29 | 30 | 31 | 32 | 33 | 34 | 35 | 36 | 37 | 38 |
| --------- | - | -- | -- | -- | -- | -- | -- | -- | -- | -- | -- | -- | -- | -- | -- | -- | -- | -- | -- | -- | -- | -- | -- | -- | -- | -- | -- | -- | -- | -- | -- | -- | -- | -- | -- | -- | -- | -- |
| Luogo     | C | C  | T  | C  | C  | T  | T  | C  | T  | C  | T  | C  | T  | C  | T  | C  | T  | C  | T  | T  | C  | T  | C  | C  | T  | C  | T  | C  | T  | C  | T  | T  | C  | T  | C  | T  | C  | T  |
| Risultato | N | N  | P  | P  | P  | V  | N  | V  | P  | P  | P  | N  | N  | V  | P  | P  | P  | P  | V  | N  | V  | P  | P  | V  | N  | P  | P  | N  | P  | V  | N  | P  | P  | V  | P  | P  | V  | P  |
| Posizione | 5 | 12 | 14 | 18 | 20 | 15 | 15 | 12 | 12 | 13 | 14 | 15 | 16 | 13 | 15 | 18 | 18 | 18 | 17 | 18 | 14 | 14 | 17 | 13 | 13 | 15 | 15 | 14 | 15 | 15 | 15 | 16 | 16 | 14 | 14 | 14 | 14 | 15 |

Fonte:  Serie A – Classifica, su legaseriea.it.
Legenda:

Luogo: C = Casa; T = Trasferta. Risultato: V = Vittoria; N = Pareggio; P = Sconfitta.

### Statistiche dei giocatori
Sono in corsivo i calciatori che hanno lasciato la società a stagione in corso.
| Giocatore      | Serie A  | Serie A | Serie A     | Serie A    | Coppa Italia | Coppa Italia | Coppa Italia | Coppa Italia | Totale   | Totale | Totale      | Totale     |
| Giocatore      | Presenze | Reti    | Ammonizioni | Espulsioni | Presenze     | Reti         | Ammonizioni  | Espulsioni   | Presenze | Reti   | Ammonizioni | Espulsioni |
| -------------- | -------- | ------- | ----------- | ---------- | ------------ | ------------ | ------------ | ------------ | -------- | ------ | ----------- | ---------- |
| M. Adopo       | 35       | 1       | 5           | 1          | 3            | 0            | 0            | 0            | 38       | 1      | 5           | 1          |
| T. Augello     | 38       | 0       | 3           | 0          | 3            | 0            | 0            | 0            | 41       | 0      | 3           | 0          |
| P. Azzi        | 6        | 0       | 2           | 0          | 3            | 0            | 0            | 0            | 9        | 0      | 2           | 0          |
| E. Caprile     | 18       | -21     | 0           | 0          | 0            | 0            | 0            | 0            | 18       | -21    | 0           | 0          |
| G. Ciocci      | 1        | -0      | 0           | 0          | 0            | -0           | 0            | 0            | 1        | -0     | 0           | 0          |
| F. Coman       | 9        | 1       | 2           | 0          | 0            | 0            | 0            | 0            | 9        | 1      | 2           | 0          |
| A. Deiola      | 29       | 2       | 6           | 0          | 3            | 0            | 1            | 0            | 32       | 2      | 7           | 0          |
| A. Di Pardo    | 0        | 0       | 0           | 0          | 0            | 0            | 0            | 0            | 0        | 0      | 0           | 0          |
| M. Felici      | 20       | 0       | 0           | 0          | 2            | 0            | 0            | 0            | 22       | 0      | 0           | 0          |
| G. Gaetano     | 27       | 2       | 0           | 0          | 2            | 0            | 0            | 0            | 29       | 2      | 0           | 0          |
| P. Hatzīdiakos | 0        | 0       | 0           | 0          | 0            | 0            | 0            | 0            | 0        | 0      | 0           | 0          |
| J. Jankto      | 0        | 0       | 0           | 0          | 0            | 0            | 0            | 0            | 0        | 0      | 0           | 0          |
| G. Lapadula    | 12       | 0       | 1           | 0          | 3            | 1            | 0            | 0            | 15       | 1      | 1           | 0          |
| S. Luperto     | 36       | 1       | 4           | 0          | 1            | 0            | 0            | 0            | 37       | 1      | 4           | 0          |
| Z. Luvumbo     | 26       | 2       | 1           | 0          | 2            | 0            | 0            | 0            | 28       | 2      | 1           | 0          |
| A. Makoumbou   | 33       | 0       | 4           | 1          | 1            | 0            | 0            | 0            | 34       | 0      | 4           | 1          |
| R. Marin       | 33       | 3       | 4           | 0          | 2            | 0            | 0            | 0            | 35       | 3      | 4           | 0          |
| Y. Mina        | 31       | 1       | 6           | 1          | 0            | 0            | 0            | 0            | 31       | 1      | 6           | 1          |
| K. Mutandwa    | 6        | 0       | 0           | 0          | 1            | 0            | 0            | 0            | 7        | 0      | 0           | 0          |
| A. Obert       | 21       | 1       | 4           | 0          | 2            | 0            | 0            | 0            | 23       | 1      | 4           | 0          |
| J. Palomino    | 19       | 1       | 3           | 0          | 2            | 0            | 1            | 0            | 21       | 1      | 4           | 0          |
| L. Pavoletti   | 26       | 2       | 5           | 0          | 2            | 0            | 0            | 0            | 28       | 2      | 5           | 0          |
| G. Pereiro     | 0        | 0       | 0           | 0          | 0            | 0            | 0            | 0            | 0        | 0      | 0           | 0          |
| R. Piccoli     | 37       | 10      | 6           | 0          | 3            | 2            | 0            | 0            | 40       | 12     | 6           | 0          |
| N. Pintus      | 1        | 0       | 0           | 0          | 0            | 0            | 0            | 0            | 1        | 0      | 0           | 0          |
| M. Prati       | 12       | 0       | 1           | 0          | 2            | 1            | 0            | 0            | 14       | 1      | 1           | 0          |
| S. Scuffet     | 13       | -23     | 0           | 0          | 2            | -5           | 0            | 0            | 15       | -28    | 0           | 0          |
| A. Sherri      | 7        | -11     | 0           | 0          | 1            | 0            | 0            | 0            | 8        | -11    | 0           | 0          |
| N. Viola       | 27       | 3       | 2           | 0          | 1            | 0            | 1            | 0            | 28       | 3      | 3           | 0          |
| M. Wieteska    | 5        | 0       | 1           | 0          | 2            | 0            | 0            | 0            | 7        | 0      | 1           | 0          |
| G. Zappa       | 37       | 2       | 4           | 0          | 3            | 0            | 1            | 0            | 40       | 2      | 5           | 0          |
| N. Zortea      | 35       | 6       | 2           | 0          | 2            | 0            | 0            | 0            | 37       | 6      | 2           | 0          |